# فرانك كوركوران
فرانك كوركوران (بالإنجليزية: Frank Corcoran)‏ هو ملحن أيرلندي، ولد في 1 مايو 1944 في تيبيراري في جمهورية أيرلندا.

## وصلات خارجية
- فرانك كوركوران على موقع ميوزك برينز (الإنجليزية)
- فرانك كوركوران على موقع ديسكوغز (الإنجليزية)